# Аркабуко
Аркабуко (исп. Arcabuco) — город и муниципалитет в центральной части Колумбии, на территории департамента Бояка. Входит в состав провинции Рикаурте.

## История
Поселение, из которого позднее вырос город, было основано 22 октября 1856 года. Муниципалитет Аркабуко был выделен в отдельную административную единицу в 1868 году.

## Географическое положение

Муниципалитет Аркабуко

Город расположен на северо-западе центральной части департамента, в гористой местности Восточной Кордильеры, на правом берегу реки Аркабуко, на расстоянии приблизительно 22 километров к северо-западу от города Тунха, административного центра департамента. Абсолютная высота — 2812 метров над уровнем моря.
Муниципалитет Аркабуко граничит на северо-западе с территорией муниципалитета Моникира, на западе — с муниципалитетом Гачантива, на юге — с муниципалитетами Вилья-де-Лейва, Чикиса и Мотавита, на востоке — с муниципалитетом Комбита, на севере — с территорией департамента Сантандер. Площадь муниципалитета составляет 155 км².

## Население
По данным Национального административного департамента статистики Колумбии, совокупная численность населения города и муниципалитета в 2015 году составляла 5240 человек.
Динамика численности населения муниципалитета по годам:
| 2005 | 2006 | 2007 | 2008 | 2009 | 2010 | 2011 | 2012 | 2013 | 2014 | 2015 |
| ---- | ---- | ---- | ---- | ---- | ---- | ---- | ---- | ---- | ---- | ---- |
| 5198 | 5203 | 5209 | 5213 | 5218 | 5222 | 5226 | 5230 | 5234 | 5237 | 5240 |

Согласно данным переписи 2005 года мужчины составляли 50,5 % от населения Аркабуко, женщины — соответственно 49,5 %. В расовом отношении белые и метисы составляли 99,7 % от населения города; негры, мулаты и райсальцы — 0,3 %.
Уровень грамотности среди всего населения составлял 89,1 %.

## Экономика
Основу экономики Аркабуко составляет сельское хозяйство.

42,7 % от общего числа городских и муниципальных предприятий составляют предприятия сферы обслуживания, 41,9 % — предприятия торговой сферы, 15,4 % — промышленные предприятия.

## Транспорт
Через город проходит национальное шоссе № 62 (исп. Ruta Nacional 62).